# Bitva u Náchoda
Bitva u Náchoda (někdy také „Bitva na Dobeníně“) se odehrála 27. června 1866 ve východních Čechách. Byla první velkou bitvou prusko-rakouské války.
Operace 2. pruské armády pod velením korunního prince Fridricha Viléma (roku 1866 na krátký čas král Fridrich III.) tábořící před válkou v Dolním Slezsku začaly na kladském pomezí, kde se nacházel i průsmyk zvaný Branka, který byl klíčový pro přechod českých pohraničních hor. Prusové jej využili například na začátku sedmileté války, kdy tudy přišel do Čech maršál Schwerin, a i korunní princ táhl roku 1866 právě tudy. Nepřipravenost velitele rakouské severní armády mu k tomu ostatně poskytla příležitost.

## Organizační struktura válčících armád

### Rakouská armáda
Vojenské plánování v rakouské armádě bylo dost složitou záležitostí. Funkce šéfa štábu byla brána víceméně formálně,
generální štáb zůstával do značné míry jen školicím střediskem mladších důstojníků a informačním centrem shromažďujícím
kartografické a jiné údaje. V době bitvy byl jeho šéfem generál Alfred von Henikstein.
Rakouský pěšák používal pušku systému Lorenz, tedy předovku, která střílela na vzdálenost až 900 kroků. Byla o něco
lehčí než pruská puška a měla větší dostřel. Myslivci pak měli tzv. štuc, tedy v podstatě pušku se zkrácenou a širší hlavní.
Hlavní zbraní rakouské pěchoty byl ale bodák. Taktika byla založena na bodákovém útoku v sevřených liniích a střelbě
byl přikládán jen vedlejší význam; tomu odpovídal i výcvik. Rakouská pěchota byla složena z pluků řadové pěchoty
(bílá uniforma), mysliveckých praporů (štičí šedá a nezaměnitelný klobouk s peřím) a zčásti specializovaných pěších pluků.
Jeden pluk tvořily 4 prapory, z nichž každý měl 1018 mužů. Prapor byl dále rozdělen na 6 setnin, každá setnina měla 2 čety.
Prapor myslivců měl 1011 mužů. U pěších pluků měly být v poli nasazeny vždy první tři prapory, čtvrté byly určeny k službě v pevnostech nebo zázemí.
Jízda byla rovněž organizována v plucích, s přihlédnutím k výstroji a tradici kyrysnických (těžká jízda, bílá uniforma – ostatní v modré), dragounských, husarských a hulánských. Kyrysnický pluk měl zpravidla 5, ostatní lehká jízda 6 eskadron, přitom jedna eskadrona 149 koní. Všechny jezdecké jednotky byly ozbrojeny šavlí vzor 1861 a většinou pistolí Lorenz, huláni ještě píkou nebo kopím.
Rakouské dělostřelectvo bylo také členěno na pluky, a to tak že jeden pluk měl 10 polních baterií po 8 dělech. Kromě
základních druhů zbraní byl mobilizován příslušný počet ženistů, vozatajstva, zákopníků…
Brigádu tvořily zpravidla 2 pěší pluky, jeden prapor myslivců a baterie dělostřelců. Armádní sbor se skládal ze 4 brigád,
pluku lehké jízdy, dělostřelecká brigáda a pomocné a technické jednotky.

### Pruská armáda
Prusové byli vyzbrojeni puškou systému Dreyse, tedy zadovkou či jehlovkou – kadence střelby byla 3 až 5 krát vyšší než u
Rakušanů. Byla použita už v německo-dánské válce.
Jednotlivé druhy zbraní byly v pruské armádě organizovány podobně jako v Rakousku.
Pěchota (v modré s typickou přilbou s hrotem) byla složena z řadových a gardových (dislokovaných v residenčním městě)
pluků a praporů myslivců. Jeden pluk měl 4 prapory po 1025 mužích ve 4 setninách.
Jízda měla rovněž řadové a gardové pluky, kyrysnické (ve žluté, s kyrysem), dragounské (světle modrá), husarské a hulánské.
Pluk měl 4 eskadrony o 160 jezdcích. Rovněž byly ozbrojeny šavlemi, huláni kopími a dále perkusní pistolí či Dreyseho karabinou.
Dělostřelecký pluk měl 4 oddíly po 4 bateriích o 6 dělech, tedy celkem 96 děl.
Dva pěší pluky tvořily pěší brigádu a dvě brigády spolu s praporem myslivců, plukem jízdy a oddílem dělostřelectva divizi. Dvě
divize pěchoty spolu se samostatnou divizí jízdy tvořily armádní sbor.
Generální štáb vedl Helmuth von Moltke.

## Příchod pruské armády

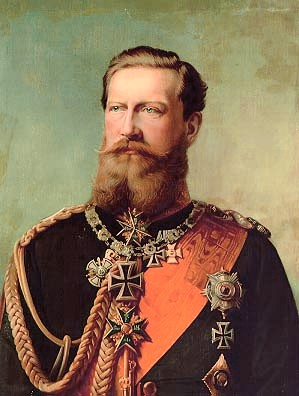
Fridrich III. Pruský

Druhá pruská armáda ležící ve Slezsku mezi Nisou a Jelení Horou představovala nezanedbatelnou sílu. Tvořily ji 1., 5., a 6. armádní sbor, gardový sbor a jízdní divize v celkové síle 115 000 mužů, z toho 10 000 jezdců a 352 děl. Vrchním velitelem byl již zmiňovaný korunní princ, šéfem štábu generálmajor von Blumenthal.
První pruští vojáci se objevili v kraji již 21. 6., aby předali vyhlášení války. A protože koncem června hlídalo hranice jen několik
dragounů od 2. pluku, obsadili Prusové do týdne několik obcí jako Broumov, Hronov nebo Polici nad Metují. Přitom došlo k několika
šarvátkám, především jízdních oddílů, ale Rakušané pohraničí spěšně opouštěli. Většina obyvatel opouštěla své domovy, neboť
si častá zadržení kvůli výslechům mylně spojovali s násilnými odvody do pruské armády, a panika se rychle šířila po celém kraji.
Svého prvního pruského vojáka spatřil i mladý Alois Jirásek, který se pak podíval i na náchodské bojiště.
Nic nenasvědčovalo tomu, že se chystá urputná obrana hranic, od Náchoda ale bylo lze pozorovat hemžení na pruské straně
hranice. Zvědaví místní mohli pozorovat Prusy, jak pochodují od Chudoby k běloveské celnici. Zde také padly první výstřely z
děl. Slabé rakouské síly se rychle stáhly a ani zničený most přes Metuji nemohl Prusy, kteří jim byli v patách, příliš zdržet.
Velitel
pruského předvoje, generálmajor von Löwenfeld, měl sice rozkazy jen k přiblížení se k hranicím a na území monarchie se měla
podívat pouze přední stráž, ale poté, co zjistil, že rakouský VI. armádní sbor je ještě někde u Opočna a okolí Náchoda je
chráněno jen nedostatečně, se rozhodl se všemi svými jednotkami postoupit na území Habsburků, aniž o tom jeho nadřízený,
generál Steinmetz, věděl.
Hrstka jezdců od 6. a pěšáků od 35. pluku nemohla Prusy zastavit, po několika výstřelech se Rakušané stáhli od celnice k
Náchodu a Prusové obsadili Běloves. K obsazení samotného Náchoda došlo až v okamžik, kdy se ukázalo, že zámek není
obsazen rakouskými vojáky. Tou dobou už většina z asi tří tisíc obyvatel města utekla do okolních lesů. Na ústup k Vysokovu
se dala i slabá rakouská posádka a do města zatím proudily jednotky Steinmetzova V. sboru. Prusové mimo jiné prohlásili,
že zdejší průsmyk jim stojí za tři bitvy a začali se připravovat ke střetu s nepřítelem, o kterém nepochybovali, že přijde.
Časně ráno 27. 6. stál hlavní voj V. pruského sboru u Dušníků, tedy asi 20 km od Náchoda, a měl za úkol projít průsmykem a
směřovat do okolí horního toku Labe. Tou dobou byl rakouský VI. sbor u Opočna, přibližně stejně daleko, ale jižně.
Po ranním průzkumu vystoupala hlavní síla pruského předvoje na vrch Branka a začala se řadit do bojových postavení. Setnina
myslivců a půlprapor 37. pěšího pluku zůstaly na východním konci Fysikova, půl setniny myslivců a dva půlprapory od 37. a 58.
pluku obsadily lesík nad nynějším nádražím ve Václavicích. Dva půlprapory 37. pluku pochodovaly směrem k evangelickému
kostelu nad Šonovem a rozestavily se v horní části průrvy zvané Zádolí a v ovocné aleji severozápadně od ní. Další čtyři
půlprapory od 58. a 37. pluku stály jako levé křídlo předchozích jednotek jižně od silnice na Nové Město. 5. čtyřliberní baterie se postavila nad kostel sv. Václava ve Václavicích s dragouny 4. pluku za zády.

## Příchod rakouského vojska

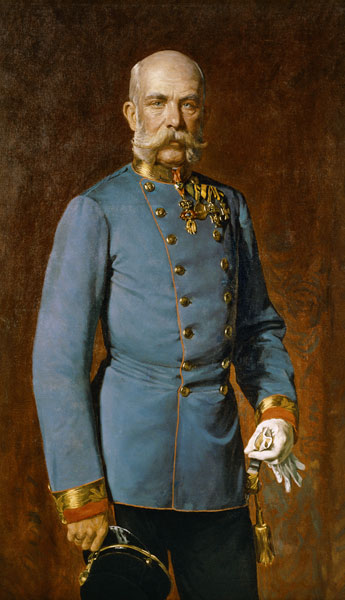
František Josef I., rakouský císař

Když 26. 6. překročil pruský předvoj hranice u Náchoda, měla rakouská Severní armáda ve východních Čechách už pět sborů.
Nejbližší VI. sbor byl tou dobou u Opočna. Jeho předvoj tvořila Hertwekova brigáda, která toho dne odešla z Dobrušky do
Nového Města nad Metují již o půl čtvrté, následovala jej Jonakova brigáda z Valu o dvě hodiny později. Hertwek, který byl v
rakouské armádě znám svou nevrlostí a hrubostí, se v Novém Městě dotazoval na cestu. Kněz mu radil, aby nechal vojáky
šplhat na Branku lesem na pruském levém křídle a nesnažil se útočit přímo proti hřebenu, ale generálmajor jeho dobře míněnou
radu jen odbyl.
Vojsko pokračovalo do Vrchovin, kde chtěl jeho veliteli radit další místní občan, ale Hertwek toho měl již dost a nechal jej
raději zavřít. Domníval se, že nepřítel stojí přes novoměstskou silnici a chtěl jej napadnout spíše z boku, proto pokračoval
směrem na Šonov. Nakonec proti málo krytému boku nepřítele poslal menší jednotku (polovinu 2. a polovinu 5. setniny pluku
Kellnerova a později III. prapor Gorizzuttiho) k upoutání jeho pozornosti a hlavní útok chtěl vést proti dobře umístěnému
pruskému čelu. Postupující setniny 41. pěšího pluku Kellner narazily na oddíl pruských dragounů od 4. pluku vyslaný na hlídku a
zahnaly ho zpět. III. prapor 56. pluku, který je měl následovat, odbočil západně a směřoval k hájovně nad Šonovem, kde
vyčkal v přilehlém lesíku. Mnozí místní obyvatelé pochopili situaci, až když vojáci procházeli pod jejich okny. Večer 26. a
ráno 27. se stěhovaly celé rodiny z Kramolny, Provodova, Šonova, Domkova, Vrchovin… Doma zůstali většinou jen staří a
nemocní lidé.

## Náchodské bojiště
Bitevním polem se stal táhlý svah Branky spadající od východu do nížiny k jihozápadu, který má na hřebeni silnici Nové Město – Náchod.
Východní svah Branky prudce spadá k Náchodu a k Bražci, jihozápadní mírně klesá k Václavicím a odtud dále k Provodovu a Šonovu.
Středem bojiště se stal táhlý a strmý svah nad osadou Václavice. Severně odtud leží v hluboké úžlabině obec Vysokov. Svah Branky
či Dobenína mezi Václavicemi a Vysokovem je z celého úseku nejdelší, ale také mírnější. Nad Vysokovem pak terén vytváří jakousi
náhorní planinu.
Silnice procházející Vysokovem a směřující ke Klenům vychází z Náchoda, kde mezi výšinou Branka a protilehlou Homolkou tvoří
průsmyk – nejdůležitější strategický bod pro případné hájení této branky do země. Svahy Branky jsou ve směru od Náchoda
naprosto nepoužitelné k vojenským přesunům. Jinak lze projít na Branku braneckou roklinou, nebo na opačnou stranu průsmyku k
zámku, na Kramolnu a odtud k Vysokovu. Žádný výstup nebyl hájen a Prusové toho neváhali využít.
Severní cíp Vysokova byl nejzazším místem bojů na rakouském levém křídle. Na opačné straně (asi 3,2 km) je osada „Na šonovských
horách“, kde se nacházelo rakouské pravé a pruské levé křídlo. Odtud byl také výstup na Branku nejsnazší. Východně od
Václavic se ve směru východ-západ táhne asi 5 m hluboká průrva zvaná Zádolí, na jejím severním konci se nachází lesík
zvaný Borek.

## Průběh bitvy

### Začátek boje

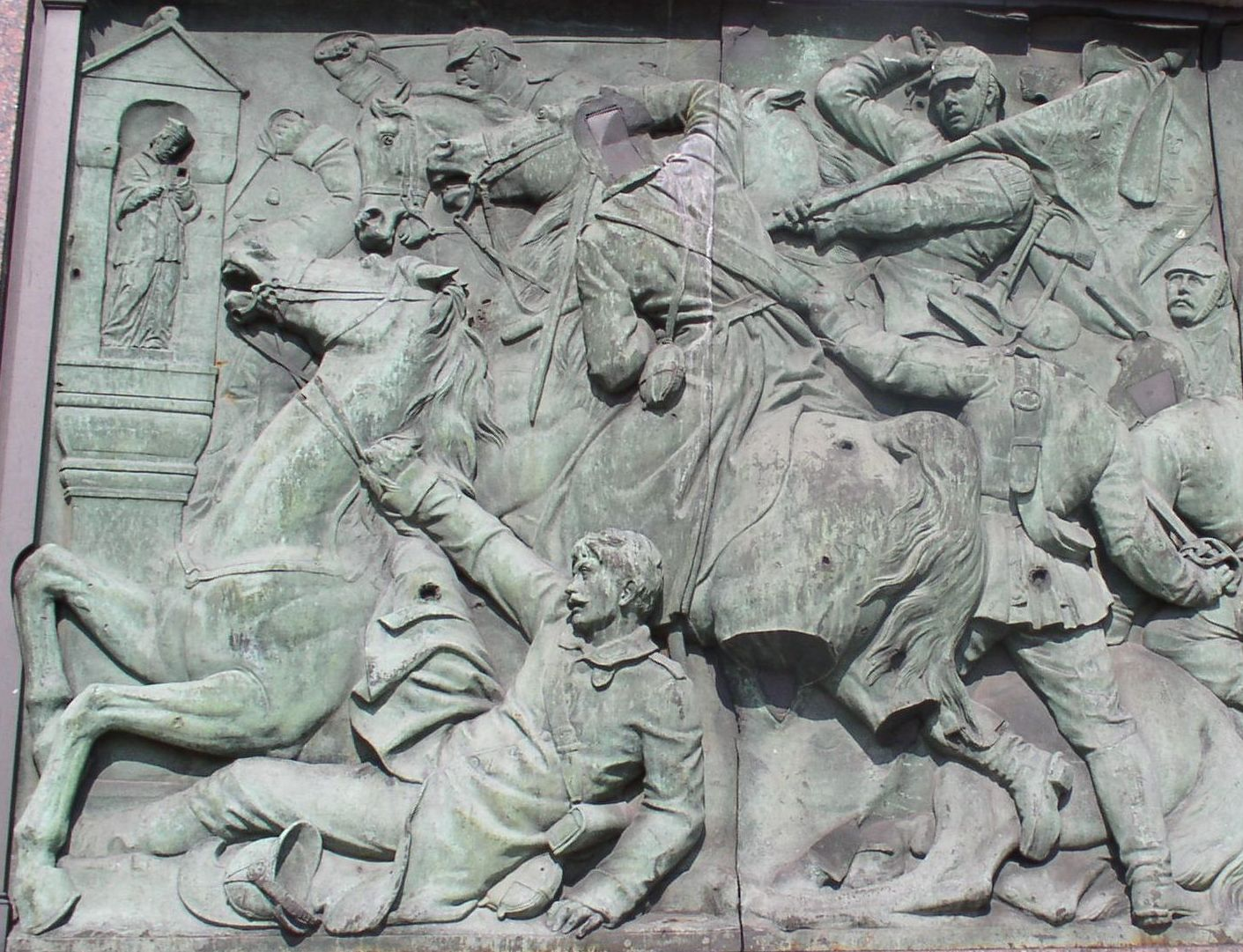
Reliéf bitvy u Náchoda, Moritz Schulz (1872)

Kolem půl osmé ráno dorazil předvoj Hertwekovy brigády k Šonovu, Rakušané prošli obcí a u hospodářského dvora majitele
náchodského panství knížete Viléma Schaumburg-Lippe se vojsko začalo šikovat k boji. Dvě setniny myslivců od 25. praporu
postoupily dále k Provodovu a směřovali k evangelickému kostelu, zbylé čtyři se rozvinuly kolem dvora. Na václavických
výšinách se začali objevovat pruští dragouni zkoumající terén. Myslivci pak začali postupovat k Václavicím, měli zaujmout
pevné postavení u evangelického hřbitova a krýt postup brigády. Dvě děla se postavila jižně od hřbitova. Při postupu proti
evangelickému kostelu padly na myslivce první výstřely a myslivci se záhy pustili do boje.
Mezitím šikoval Hertwek svoji brigádu. První prapor a II. prapor pluku 41. Keller postavil vlevo od cesty ke hřbitovu, II. prapor
téže jednotky je měl následovat po cestě. Za nimi postupovaly dva prapory pluku 56, do polí vpravo od cesty kodrcalo 6
kanónů. Dělostřelci spustili palbu na nepřátelské baterie vzdálené asi 900 kroků severně u cesty nad kostelem ve Václavicích.
Löwenfeld totiž poslal své jednotky naproti nepříteli. Děla pod ochranou pěchoty pak zahnala rakouské dělostřelce na útěk.
Oba prapory 41. pluku zatím dosáhly evangelického hřbitova a myslivci se tak dostali mezi ně. Jejich postup zpomalovali
Prusové ukrytí ve vzrostlém obilí. Hertwek poslal II. prapor na pravé křídlo, jednotky druhého sledu nechal přisunout blíž a
nařídil útok. Dva prapory 41. pluku postupovali vpravo, částečně přes Zádolí, proti lesíku obsazenému Prusy. Strž a souběžné
příkopy byly těžkou překážkou, zvláště když Prusové neustále stříleli, a to již na krátkou vzdálenost, když proti Rakušanům od
třešňového sadu vyrazily dva půlprapory fyzilírského pluku 37.
Na levém křídle zatím myslivci postoupili do Václavic, obsadili hřbitov a prodírali se dál ovocnými zahradami, aby za podpory
malé jednotky řadové pěchoty (6. divizion 41. pluku) zaútočili na lesík u hřbitova. Zde byly usazeny dvě čety pruských 5. myslivců a
dva pěší půlprapory. Celá akce se ale minula účinkem, Rakušané nebyli s to překonat oněch sto metrů a stáhli se zpět ke hřbitovu,
aby jej bránili za každou cenu. Následoval další útok proti lesu podpořený i II. praporem Kellnerova pluku, ale opět ztroskotal.
Myslivci se tedy vzdali bodákové taktiky a chtěli řady nepřítele narušit palbou, přičemž vyhledávali především důstojníky.
Střílelo se téměř dvě hodiny a spotřebovala se spousta střeliva.
Oba pěší prapory II. pluku útočící proti východnímu okraji Václavic utrpěly velké ztráty, ale dostaly se až k nepříteli. Zde je
ale přivítala rychlopalba jehlovek a donutila je k ústupu. Následující III. prapor 56. pluku přišel od Vrchovin a na nejkrajnějším
pravém křídle vedl útok proti dalšímu lesíku. Útok to byl velmi razantní a donutil Prusy ustoupit až k novoměstské silnici. Rakušany
však začaly z pravého boku ohrožovat dva půlprapory od 58. a 37. pruského pluku a donutily je v křížové palbě ustupovat
kolem Sochorovy usedlosti Na šonovských horách.
Hertwek viděl potíže prvního sledu a povolal dopředu druhý. Zároveň požádal o pomoc brigádu plukovníka Jonaka, která tou
dobou byla asi 2 km západně od bojiště. Zatím už dva diviziony od I. praporu 56. pluku pochodovaly na Václavice a podpořily
střelbou myslivce. Další vyrazily na křídlo, aby umožnily ústup III. praporu, tedy směrem na Zádolí. I. Kellnerův prapor se měl
vrátit zpět do šonovského dvora a obsadit jej.
Gorizzuttiho II. prapor šel k hájovně nad Šonovem a dále k lesíku východně od ní. Setnina pěchoty směřovala k Sochorovu
stavení, aby jej kryla. Nepřátelská střelba tentokrát útočící prapor nezastavila, avšak Prusům dorazily posily. Jednak baterie
umístěná pod ochranou dragounů východně od lesa nad Václavicemi, jednak dva půlprapory 58. pěšího pluku, které postoupily
od novoměstské silnice k Sochorově usedlosti. Rakouské pravé křídlo operující kolem průrvy Zádolí se tak dostalo do obklíčení a
Hertwek je musel stáhnout k Šonovu, zatímco jednotky u hřbitova zůstaly.

### Příchod rakouských posil

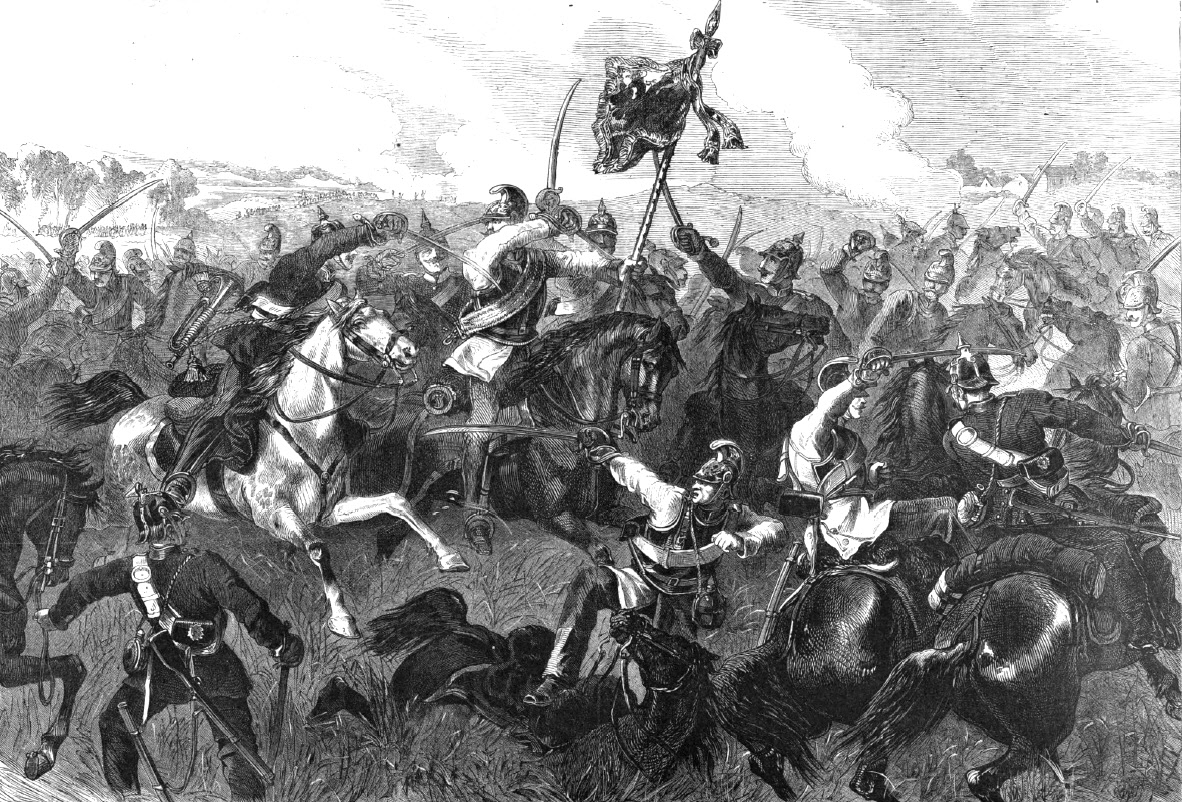
Střet jezdectva (1866)

Již v době prvních rakouských útoků se Jonakova brigáda formovala jižně od zaniklé osady Domkov a její baterie zahájila
palbu na václavické výšiny. O půl desáté se dala do pohybu, nejprve 60. pěší pluk a v druhém sledu 20. Už za pochodu se zaměřily na pruské baterie a některé granáty svůj cíl skutečně našly. Výchozí pozicí k útoku bylo pole za šonovskou usedlostí. Zde se k nim připojil i 14. prapor myslivců, který přišel od Nového Hrádku.
O něco málo později přivedl svoji brigádu i generálmajor Rosenzweig a nechal ji nastoupit východně od Provodova. V prvním sledu byl 55. pěší pluk a ve druhém 4. 17. prapor myslivců tvořil jeho předvoj a postoupil až k Vysokovu. K bojišti se přiblížil i velitel sboru generál Ramming, který zřídil svůj hlavní stan u Provodova. Poslední brigáda sboru soustředěná u České Skalice rovněž obdržela rozkaz k postupu na Vysokov a dorazila i jezdecká brigáda prince Solme, která se postavila východně od obce Kleny. Na cestě byla i jezdecká brigáda generálmajora Schindlöckera a dělostřelecká záloha. Prusy v té době posílila kombinovaná jezdecká brigáda, a tak měli na výšinách 6 praporů pěchoty, 3 pluky jezdectva a 3 dělostřelecké baterie.
V deset hodin zahájila Jonakova brigáda útok směrem na kostel sv. Václava. Postup jí ztěžovaly především 3 setniny od 58. pruského pluku usazeného v lesíku u šonovské myslivny, které sem postoupily od Sochorovy usedlosti. 14. prapor myslivců se hned obrátil proti nepříteli a podpořil jej i III. prapor od 60. pluku a III. prapor od 20. pluku. Útok pěchoty kolem Zádolí k novoměstské silnici však znesnadňoval terén a především nepřátelská střelba, proto museli Rakušané ustoupit až ke spodní části průrvy u evangelického kostela. Odtud pak obnovili útok, postupovali opět průrvou nahoru a připojili se ke svému I. praporu, který zde už také zasáhl do boje. Útokem vedeným přes ovocný sad podél severozápadní strany Zádolí se jim podařilo dosáhnout až novoměstské silnice a Prusové se museli stáhnout za ni do braneckých lesů. Jen málo rakouských vojáků ale silnici přešlo a pruští myslivci si brzy vynutili jejich ústup. Rakušané zůstali u Zádolí.
Brzy byl nařízen nový útok, kdy kupředu postoupil I. prapor 60. pluku podpořený znovu zformovaným III.praporem 20. pluku. Těm se podařilo vytlačit oba předsunuté pruské půlprapory zpět k Sochorově usedlosti. Zde nastaly tuhé boje, neboť Prusové tu měli 2 a půl praporu a výhodu postavení, Rakušané 3 a půl. Císařským se ale podařilo nepřítele vytlačit za novoměstskou silnici až k cestě na Bražec. Ústup Prusů byl částečně podmíněn postupem rakouského 4. pluku od Václavic.
Ke kostelu sv. Václava směřoval útok II. praporu 60. pluku a I. a II. praporu 20. pluku od Šonova. Z druhé strany směřoval k václavickému lesíku 17. prapor myslivců. K útoku proti tam usazeným Prusům se připojila i část myslivců od 25. praporu a
II. prapor 41. pluku. Čtyři pruské pěší setniny a dvě čety 5. mysliveckého praporu za vydatné palby ustupovaly a Rakušané
přes početní převahu utrpěli značné ztráty. Prusové ustoupili vzhůru po východním okraji lesa a Rakušané postupovali vzhůru
po novoměstské silnici. Sotva začal útok Jonakovy brigády, dala se do pohybu i Rosenzweigova brigáda. V prvním sledu byl pluk 55 a za ním 4. Od 55. pluku zůstal jeden prapor ke krytí dělostřelecké baterie, zbytek postupoval k jižnímu cípu lesíka.
První sled zamířil více vlevo, aby kryl Jonakovu brigádu, od 4. pluku se oddělily II. a III. prapor, které se odebraly ke svatováclavskému kostelu, zbytek směřoval rovněž do lesa. I. prapor se po krátké cestě mezi stromy opět přidal ke svému 4. pluku, který pak zamířil na třešňovou alej východně od kostela a přinutil dva pruské půlprapory k ústupu.
Rammingovi, který vše pozoroval od obce Kleny, se zdálo, že 4. pluk postoupil příliš daleko a mohl by ztratit kontakt s ostatními jednotkami, proto poslal Rosenzweigovi rozkaz, aby nepronásledoval nepřítele příliš daleko, což se později ukázalo
jako zásadní chyba. Na podporu útoku pak vyslal na krajní levé křídlo Solmsovu brigádu. Rakušané vytlačovali Prusy od Václavic i z lesa k novoměstské silnici. Generálmajor Löwenfeld se nacházel v kritické situaci. Jezdecká brigáda se brzy dostala rovněž do boje. U Vysokova se kyrysnické pluky 4 a 6 srazily nejprve s 1. pruskými hulány, ke kterým se přidali i někteří 4. dragouni. Prusové museli ustoupit, ale na pomoc jim přijel 8. dragounský pluk, který znenadání vyjel z úžlabiny pod Brankou a sevřel rakouské pravé křídlo. Podplukovník Wagner ale něco podobného předvídal a s částí svých 6. kyrysníků vpadl pruským dragounům do boku. Přidali se k němu i 4. kyrysníci, ale na opačném křídle to byli zase Prusové, komu byl umožněn útok do boku. Rozpoutala se nelítostná řež.
Srážka jezdců trvala kolem půl hodiny. Rakušané postupně získávali převahu a tlačili nepřítele směrem ke Starému Městu.
Ustupující dragouni téměř smetli i vlastního následníka trůnu, který se ubíral na bojiště. Císařští však nemohli vítězství řádně dovršit, protože po nich od novoměstské silnice a braneckých lesů začaly střílet přicházející pruské posily. Při odjezdu po nich začaly střílet z Vysokova 2 čety pruských myslivců, což si vynutilo spěšný ústup. Pruská jízda se zatím shromažďovala v úžlabině pod Vysokovem, kam na ni ale stříleli císařští myslivci od 17. pluku, kteří vyšli z východního okraje lesa.

### Obrat v boji
Jen co dozněl boj jízdy, přišla na bojiště pruská 10. divize. Čelo 46. pěšího pluku bylo na výšinách už když srážka začínala,
dostavil se též generál Steinmetz a Fridrich Vilém.
Rakušané ve václavickém lesíku to ale nemohli tušit, když zahajovali další útok. 20. pluk vyšel jako první z lesa na planinu
dělící ho od silnice a nepřítele a už při postupu značně prořídl. Prusové museli před lavinou rozohněných Rakušanů ustupovat
zpět k Brance. Myslivci vyrazili ze severovýchodního cípu lesíka k polní cestě vedoucí od silnice na Vysokov. Než tam dorazil,
jednotky pruské 10 divize za chodu obsadily okraj braneckých lesů, kde už čekaly také II: a III. Prapor 37. pluku. Pluk 46
přicházející od Náchoda obsadil okolní rokliny, kde se shromažďovala jízda, a zahájil na rakouské myslivce palbu za podpory
několika půlpraporů z lesa za silnicí. Úžlabiny opět vyjela pruská jízda a spolu s palbou jehlovek donutila myslivce hledat
nejkratší cestu zpět do lesa. Útok dragounů postihl i I. prapor 20. rakouského pluku, který pochodoval vpravo od myslivců.
Zpočátku se proti jízdě císařským dařilo, ovšem palba pruských střelců situaci opět změnila. Prusové vytlačení před malou
chvílí z lesa se obraceli znovu proti císařským a rakouské ztráty rychle narůstaly. A ani II. praporu na pravém křídle se nijak
valně nevedlo. Prapory nebyly schopny překonat těžké ztráty a spěšně hledaly záchranu v lesíku, odkud se před chvílí vynořily.
Tyto jednotky se snažila podpořit i část 60. pluku, který postupoval za nimi, ale pruská palba nemilosrdně drtila vše před sebou.
Situace se opakovala i u 55. pluku, který vyrazil z lesa nad václavickým nádražím, i on se stal obětí pruských jehlovek a
dragounů.4. rakouský pluk útočil východně od václavického kostelíku. Jejich postup byl zastaven nejprve Rammingovým
rozkazem a téměř v pravé poledne, kdy dorazily pruské posily, se i zde situace obrátila. Objevila se jízda a opět byla podpořena
deštěm kulí ze zadovek. 4. pluk musel ustupovat podél Zádolí a ovocným sadem zpět ke kostelu. Jeho I. prapor ustupoval po
východní straně Václavic i s brigádní baterií. Část pěšáků obsadila hřbitov, kde již od rána bojovali myslivci 25. pluku. Rozpoutal
se krátký krvavý boj.
Mezitím vyrazil z braneckých lesů poklusem pruský 46. pluk plukovníka von Walthera a mířil přes volný prostor naproti do lesíka.
Společně s dvěma půlprapory 37. a 58. pluku obsadil lesík, odkud vyhnal 17. myslivce, a pole východně, dosud hlídaná prapory
rakouského 55. pluku. Následně se prusové pustili do zteče hřbitova u kostelíku s. Václava a podpořilo je i dělostřelectvo pálící od
Branky. Myslivci před drtivou přesilou ustoupili a shromáždili se až u Provodova.
Všechny jednotky Rammingova sboru byly nuceny opustit bitevní linii a pod ochranou dělostřelecké zálohy se stáhnout k Šonovu a
Provodovu. Dělostřelci se rozmístili kolem poledne před obcí Kleny. Naopak Prusové nedisponovali příliš dobrým dělostřelectvem a
navíc měli problém je vůbec ne bojiště dostat – kupříkladu kvůli neprůjezdným náchodským ulicím a rozježděným cestám.
Dělostřelectvo
tak mohlo pomoci zbrzdit postup Prusů.
Vrchní velitel poslal Waldstättenovu pěchotu, která přišla kolem desáté od Skalice ke Klenům, nepřítele zadržet. Prapor 6. myslivců
postupoval tedy směrem na Vysokov, vpravo od nich pochodovalo hlavní uskupení brigády a na jejím pravém křídle II. prapor 9. a
II. prapor 79. pluku. Ty byly zanedlouho odveleny zpět, aby zasáhly do bojů o lesík nad Provodovem, tedy spíše aby umožnily
ústup vlastních jednotek, než aby jej dobyly zpět.
V lesíku ale číhali Prusové, někteří se usadili v úvozu na západním kraji lesa (6. pluk) a někteří se dostali Rakušanům do boku, a
plně své výhody využili. Císařští se dostali do křížové palby, a když proti nim od Václavic vyrazily půlprapory Priebsch a Gallwitz,
museli s velkými ztrátami ustoupit.

### Závěr bitvy

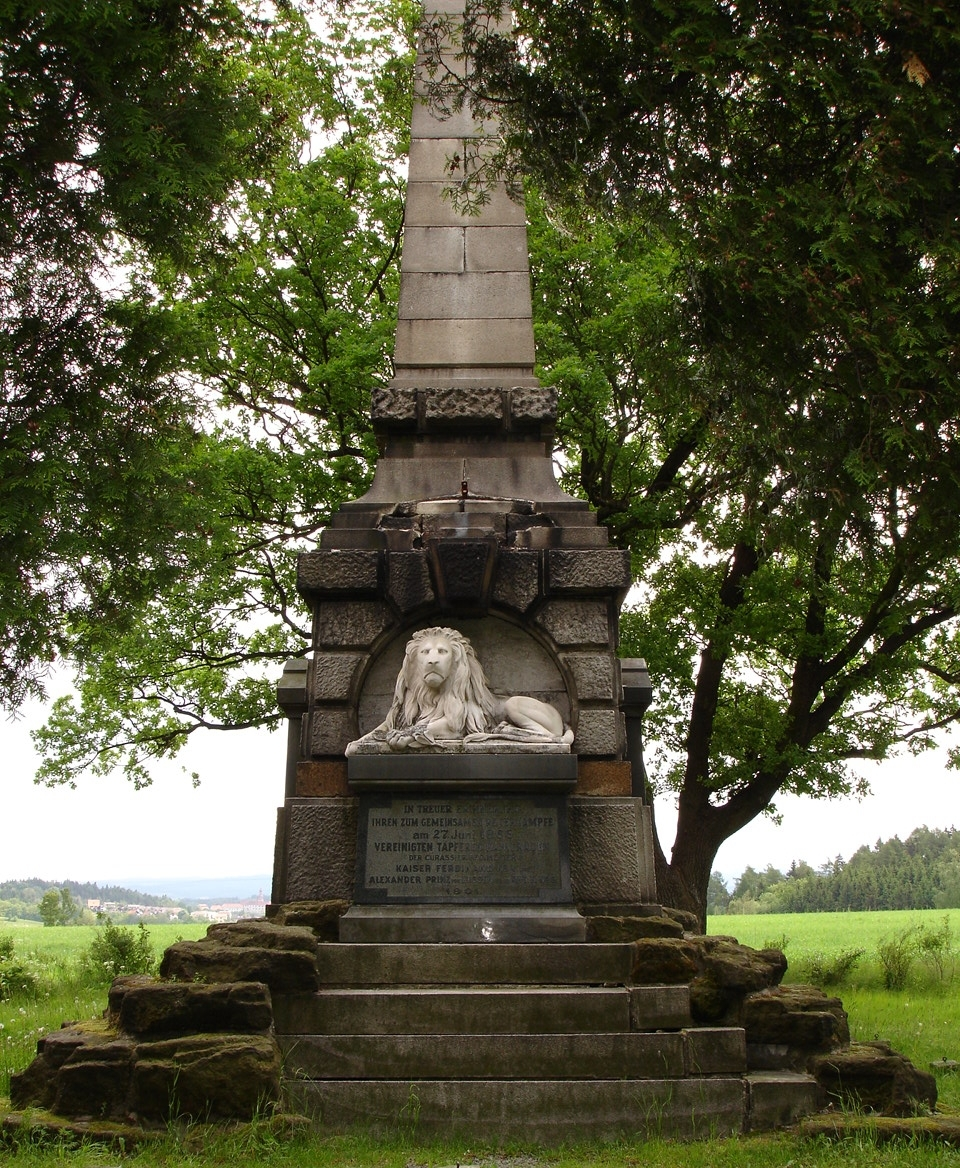
Pomník padlým v bitvě u Náchoda ve Vysokově

Plukovník Waldstätten osobně vedl svou brigádu k útoku na Vysokov. Podporovat ji měla jezdecká brigáda generálmajora
Schindlöckera. stojící severně od Klen, kterou ale pocuchalo pruské dělostřelectvo, které se konečně vyškrábalo na planinu
mezi Vysokov a les nad Václavicemi. Toto byla Rammingova záloha, která ale měla zasáhnout do bojů již dříve, aby mohla
výsledek zvrátit. Brigáda se navíc dala do pohybu v době, kdy dva její prapory nešťastně útočily na les nad Provodovem. Od
Starkoče je podporovalo rakouské dělostřelectvo.
Kyrysnický pluk č. 11 postoupil na výšiny nad Vysokovem přes východní část Starkoče, a to kvůli obchvatu nepřátelského křídla.
Podpořit je později vyrazil 4. kyrysnický pluk, ale než dorazil na místo, byli již 11. pod nepřátelskou palbou. Pluk č. 4 dostal od
myslivců hlášení o přicházejících Prusech, plukovník Berres usoudil, že není možné nijak výrazně zasáhnout a odvedl své jezdce
zpět ke Skalici.
Díky přesunům rakouského dělostřelectva na levé křídlo mohli Prusové opět nerušeně obsadit prostor mezi Václavicemi a
Vysokovem vlastními bateriemi.
V prvním sledu útočících Rakušanů šli na levém křídle 6. myslivci stráněmi až na severní okraj Vysokova. Vpravo od nich
postupoval I. prapor 9. pluku, který byl záhy přivítán pruskou střelbou. V druhém sledu šly I. a II. prapor 79. pluku, které
mířily na Vysokovské výšiny na severu, ale některá z jednotek patrně zamířila i na západní okraj obce.
Před útokem se nacházely ve Východním okraji Vysokova 3 a půl setniny od 37. pluku a na západním okraji půl setniny 5. praporu
myslivců. Nyní sem byl poslán major Plötz od III. Praporu 37. fyzilírského pluku, půlprapor od braniborského pluku 52 a půlprapor
západopruských granátníků č. 6. Pluk 52 již patřil k 20. pěší brigádě generálmajora Witticha, která právě dorazila. Zároveň
vyjela na planinu nad severní částí obce Wunckova jezdecká brigáda.
Prusové byli postupně vytlačováni z vesnice a hrozilo jim i obejití II. praporem 9. rakouského pluku, nakonec se ale zachytili za
terénní vlnou ve Vysokovské soutěsce a podařilo se jim útok I. praporu 9. pluku zastavit. V severní části obce operovali
rakouští 6. myslivci, kterým se rovněž podařilo Prusy z jimi obsazených částí obce vytlačit, ale ti zaujali nové pozice a začali
nepřítele znovu ostřelovat.
Když velitel brigády poznal, že přední linie neprojdou palebnou přehradou, nařídil útok druhého sledu. Vpředu šli myslivci a za
nimi I. a II. prapor od 79. pluku, palbou je podporovalo 12 děl z nedalekých výšin. To už ale přicházela pruská 20. brigáda.
Její záložní dělostřelectvo ihned zaujímalo palebné pozice mezi Vysokovem a Václavicemi, dva půlprapory 52. pluku musely
slézt strmou stráň k jihovýchodní části vesnice a pokračovat další strání k severu, jiné dva půlprapory od téhož tělesa spolu s
dalšími dvěma od 47. pluku směřovali přímo na severní okraj obce. Sem se přesouvala i Wnuckova jízda. Sice je ostřelovalo
rakouské dělostřelectvo, ale Rakušané ve Vysokově se dostali do potíží. Půlprapory od 52. pluku zaútočily do boku
II. praporu 79. pluku a donutily jej k ústupu. Čtyři pruské půlprapory zaujaly postavení čelem k západu, další zaútočily na
kyrysníky a na levé rakouské křídlo (pluk 47.). Kyrysníci ustoupili a stáhnout se museli i dělostřelci, kteří tak nebyli chráněni.
Dvou děl se zmocnili Prusové. Ustupující dělostřelectvo bylo následně napadeno pruskými hulány.
O chvíli později zaútočily od severu čtyři půlprapory vedené generálmajorem Wittichem z boku na 2. a 3. myslivecký divizion,
které rovněž přinutily k ústupu. Několik pruských setnin proniklo k západnímu okraji obce a křížovou palbou napadly I. prapory od
9. a 79. pluku. Praporu od 9. pluku bylo okamžitě nařízeno ustoupit a ten musel projít ohněm a bojem od domu k domu, když
vyklízel těžce nabyté pozice. Brigádní baterie jej do poslední chvíle kryla.. Proti ní se vydal II. prapor pruského 47. pluku, který
se tak dostal značně dopředu a ztratil kontakt s ostatními jednotkami, dílem myslivců rakouského 6. pluku také utrpěl značné
ztráty (v těchto místech stojí pomník myslivců 6. pluku).
Jednotky Waldstättenovy brigády ustoupily ke Klenům, odkud vlastně ve 13 hodiny vyrazily do útoku. Za Provodovem se
shromáždila po ústupu od Václavici Rosenzweigova brigáda. Ramming nakonec odmítl další pokus o útok a nařídil odchod k
České Skalici. Před Kleny nějaký čas setrvalo dělostřelectvo kryjící jejich ústup.
Rakouský štáb napočítal 5487 mrtvých a raněných vojáků a 234 důstojníků, k tomu 432 koní. Pruské ztráty byly podstatně
menší, 1060 vojáků, 62 důstojníků a 222 koní.

## Závěr

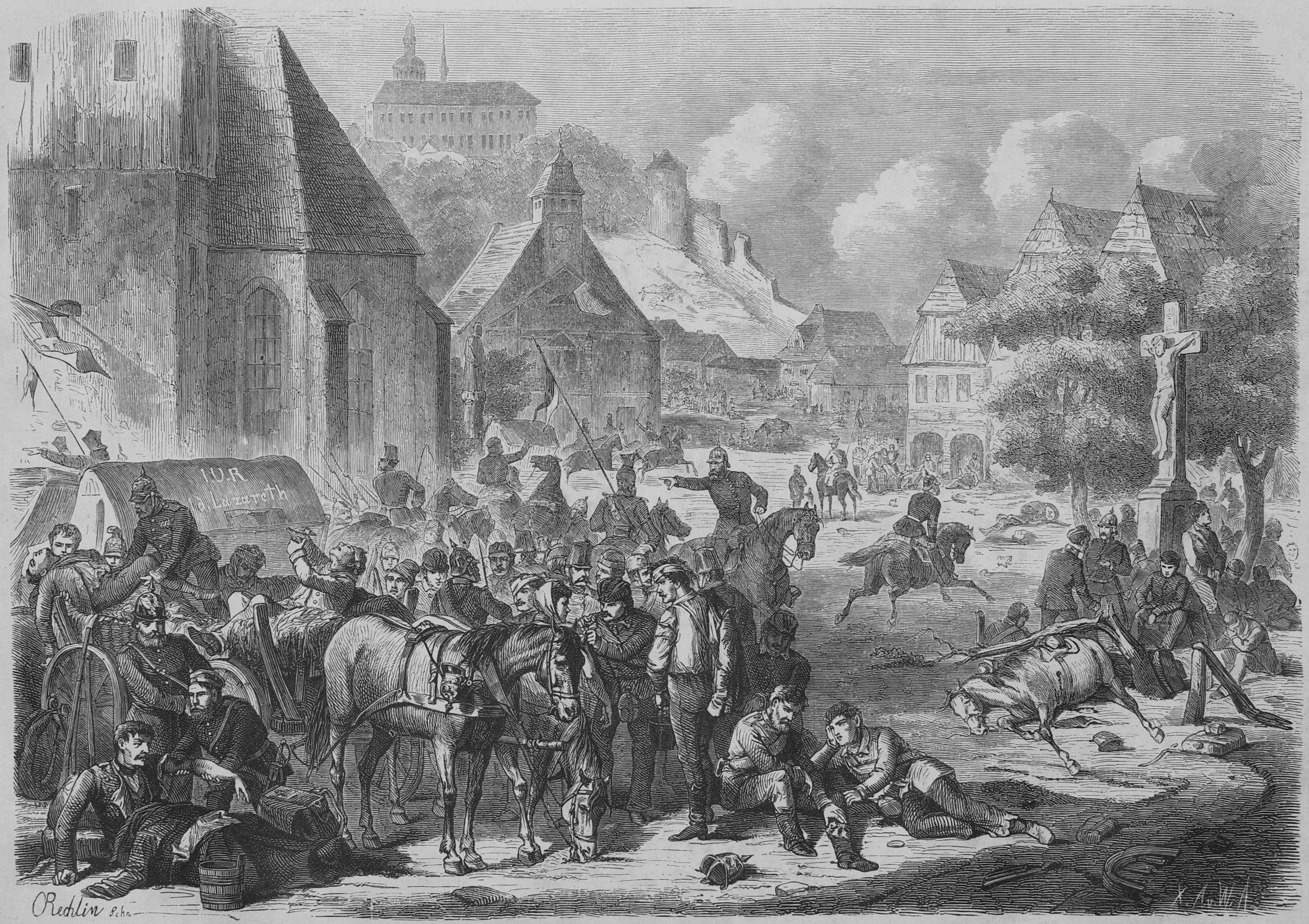
Náchod den po bitvě 28. června 1866

Polní zbrojmistr Benedek podal císař hlášení o bitvě tak, že se zdálo, že rakouské zbraně slavily vítězství: „Po tuhém boji
půlčtvrté hodiny trvavším dobyl 6. armádní sbor řečených výšin a zvítězil na všech místech. Okolo poledne obnovili Prusové
útok, majíce nové převládající síly, byli však odraženi, takže mohl 6. armádní sbor bez překážek dosáhnouti pevného postavení u Skalice, jakž byl původně zamýšlel.“
Buď jak buď, ani pevné postavení u Skalice nemohlo Benedeka zachránit před další pohromou, když se den poté odehrála i bitva u
Skalice, kterou Rakušané kvůli nešťastným rozkazům rovněž ztratili. A poměr ztrát byl rovněž 5 : 1, jak se v této válce stalo tradicí.
Vítězství u Náchoda otevřelo Prusům cestu do Čech a odtud až k Hradci Králové, neboť právě tam se stahovaly rakouské síly. A
náchodská Branka se opět ukázala jako jeden z klíčových přístupů do země, ale znovu jako přístup podceněný obránci.